# Arc géant
Découvert en juin 2021, l'Arc géant est une imposante structure cosmique s'étendant sur une distance de 3,3 milliards d'années-lumière. Cette assemblée de galaxies dépasse significativement la limite de 1,2 milliard d'années-lumière, remettant en question le principe cosmologique fondamental qui suppose une homogénéité et une isotropie de l'univers à grande échelle. 
Composé de galaxies, d'amas galactiques, ainsi que de gaz et de poussières, l'Arc géant occupe une position à 9,2 milliards d'années-lumière de la Terre, étendant son influence sur environ un quinzième du rayon de l'univers observable. 
La découverte de cette structure remarquable est rendue possible grâce aux données du Sloan Digital Sky Survey, analysées par l'équipe dirigée par Alexia M. Lopez, doctorante en cosmologie à l'université de Central Lancashire.
L'Arc géant et le Grand anneau pourraient faire partie d’un système cosmologique connecté. S'il était visible dans le ciel nocturne, il occuperait autant d’espace que vingt pleines lunes, soit 10 degrés dans le ciel,.